# 埃德蒙·科芬
埃德蒙·科芬（英語：Edmund Coffin，1955年5月9日—），美国男子马术运动员。他曾代表美国参加1976年夏季奥林匹克运动会马术比赛，获得个人三项赛和团体三项赛金牌。